# Лунар орбітер

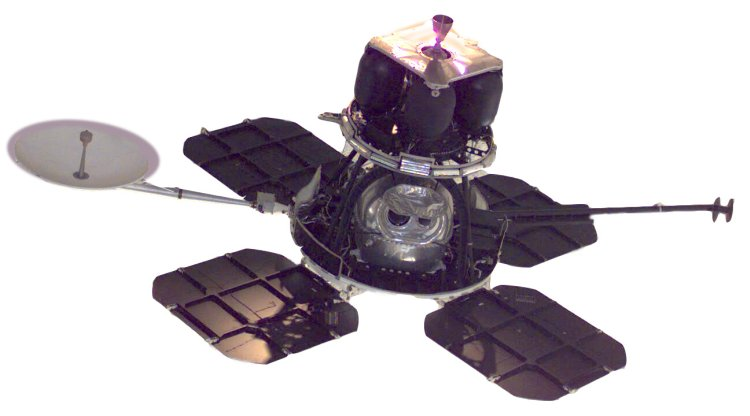
Лунар орбітер-1.

Лунар орбітер (англ. Lunar orbiter) — назва серії з п'яти однотипних американських орбітальних апаратів (штучних супутників) навколо Місяця, запущених в період з 10 серпня 1966 по 1 серпня 1967. Основною метою запусків було фотографування місячної поверхні з орбіти апарата і передавання зображень по телевізійному каналу на Землю.

## Історія
Програма «Лунар орбітер» прийшла на зміну програмі Рейнджер.
У серпні 1963 року Науково-дослідний центр Ленглі НАСА запропонував кільком компаніям розробити орбітальний апарат для виконання програми. У відповідь свої проекти надіслали п'ять авіакомпаній. У грудні 1963 року було оголошено переможця — компанію «Боїнг». З нею у квітні 1964 року укладено контракт на 80 млн доларів.
Було зроблено 8 апаратів «Лунар орбітер», з яких 3 було використано для наземних випробувань, а 5 було призначено для польоту на орбіту Місяця.

## Опис апаратів

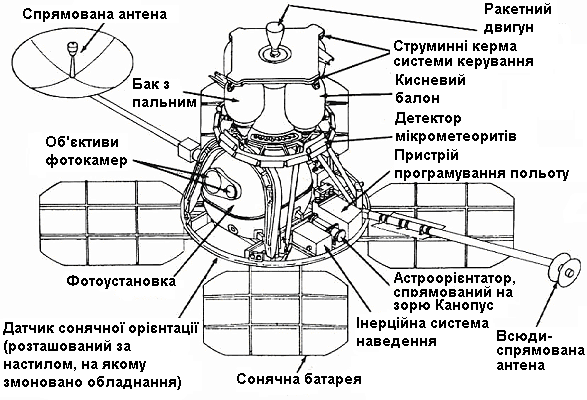
Схема будови апарата «Лунар орбітер».

Орбітальні апарати «Лунар орбітер» були заввишки 2,08 м, з сонячними батареями, розведеними на 3,76 м по діаметру, відстань між краями параболічної (гостронапрямленої) й всенапрямленої батарей становила 5,21 м. Важив апарат 390 кг.
Апарат мав систему стабілізації в трьох осях, що працювала з використанням датчиків орієнтації на Сонце й астроорієнтації, спрямований на зірку Канопус. Система стабілізації використовувалася при маневрах космічного апарата.
На космічному апараті було встановлено спеціальний фотоапарат фірми Кодак з двома об'єктивами, що міг фотографувати ними одночасно на різні частини однієї й тієї самої фотострічки. В фотоапараті використовувалася дрібнодзерниста фотострічка, намотана на бабину. Один з об'єктивів мав фокусну відстань 610 мм, він робив високоякісні чіткі фотографії. В іншого об'єктива фокусна відстань була 80 мм, в нього був ширший кут зору і він робив фотографії середньої якості. Над об'єктивами було встановлено захисну кришку, що при потребі відкривалася або закривалася. Одержані на плівку фотографії сканувалися потім променем світла й передавалися на Землю.
На апаратах «Лунар орбітер» встановлювалося також обладнання для збору даних про поверхню Місяця, вимірювання радіації і мікрометеоритних потоків біля Місяця.
Для виведення апарата в космос використовувалися ракети «Atlas-Agena».

## Опис
Фотознімки, одержані за допомогою «Лунар орбітер — 1», «Лунар орбітер — 2», «Лунар орбітер — 3», використовувались, головним чином, для пошуку місць посадки на Місяць автоматичних апаратів «Сервейєр» та місячних кабін космічних кораблів «Аполлон». За допомогою «Лунар орбітер — 4» і «Лунар орбітер — 5» було одержано додаткові знімки ділянок можливої посадки і найцікавіших з наукової точки зору ділянок видимого боку Місяця, а також полярних районів його зворотного боку, сфотографованих раніше радянськими автоматичними міжпланетними станціями «Луна-3» і «Зонд-3». Крім того, «Лунар орбітер» використовувалися для вивчення радіаційної і мікрометеорної обстановки в навколомісячному просторі, гравітаційного поля Місяця за еволюціями орбіти апаратів, а також випробування бортового обладнання і юстирування наземних станцій командно-вимірювального комплексу.
П'ятьма апаратами загалом було зроблено 1654 фотографії, з яких біля половини було зроблено з метою визначення місця посадки космічних кораблів «Аполлон».:597

## Хронологія
Хронологія запусків апаратів була такою::7
- Лунар орбітер — 1[en] 10.8.1966
- Лунар орбітер — 2[en] 6.11.1966
- Лунар орбітер — 3 5.02.1967
- Лунар орбітер — 4 4.05.1967
- Лунар орбітер — 5 1.08.1967

### Про програму
- Ю. М. Михайлов. Лунар орбітер. // Українська радянська енциклопедія : у 12 т. / гол. ред. М. П. Бажан ; редкол.: О. К. Антонов та ін. — 2-ге вид. — К. : Головна редакція УРЕ, 1974–1985.

### Про одержані фото Місяця
- Lunar Orbiter photographic atlas of the Moon. — Scientific and Technical Information Office, National Aeronautics and Space Administration. — 1971. (англ.)
- Lunar Orbiter Photographic Atlas of the Near Side of the Moon [Архівовано 27 березня 2019 у Wayback Machine.] / Charles J. Byrne. — Springer Science & Business Media. — 2005. ISBN 1-85233-886-5. (англ.)